# Tárgyalástechnikák

## Alapfogalmak
- Érv: kijelentések olyan sorozata, amellyel egy állítás elfogadhatóságát akarjuk növelni.
- Érvelési hiba: egy logikus érvben lévő olyan hiba, amely az előfeltevések (premisszák) igazságától függetlenül hiba. Tehát olyan hibákról van szó, melyek az érvelés szerkezetében vannak, és nem a kiindulási előfeltevésekben. Ha az érvelésben ilyen hiba van, akkor érvénytelennek mondják.
- Érvelés: egy verbális és társas cselekvés, amely kijelentések valamilyen elrendezésének segítségével erősíteni (vagy csökkenteni) kívánja egy vitatott nézet elfogadhatóságát a kommunikációs partner számára, akiről feltételezi, hogy osztozik az érvelővel bizonyos ész alapú feltételek és szabályok elfogadásában.

- Pragmadialektika: a mindennapi verbális interakciók vizsgálatából indul ki, és a beszédaktusok és a pragmatika háttérelméleteire támaszkodik.

## Pragmadialektikai normák
- Ne hajts végre értelmezhetetlen beszédaktusokat!
- Ne hajts végre őszintétlen beszédaktusokat (vagy olyanokat, amikért nem tudsz felelősséget vállalni)!
- Ne hajts végre redundáns beszédaktusokat!
- Ne hajts végre értelmetlen beszédaktusokat!
- Ne hajts végre olyan beszédaktusokat, amelyek nem megfelelően kapcsolódnak a korábbi beszédaktusokhoz és a kommunikációs helyzethez!

- Vita: konfliktus szituáció. Nézetek, álláspontok, érdekek és érzelmek ütköznek. A vita típusát a domináns konfliktus határozza meg. A meggyőző vitára az álláspontok ütközése a jellemző, de az embernek a meggyőződéssel vallott nézeteihez is érdekei fűződhetnek (ugyanakkor bizonyos érdekek elősegíthetik bizonyos nézetek kialakulását).
- Tárgyalás: olyan folyamat, amelyben információt, időt és emberi energiát használunk fel annak érdekében, hogy másokkal együttműködve, érdekeket egyeztetve (vagy másokat elnyomva, érdekeket egyoldalúan érvényesítve) elérjük előre definiált céljainkat.

- Szelíd tárgyalási módszer: a kapcsolatépítésre teszi a hangsúly, könnyen enged a pozíciójából, egyoldalú veszteség is elfogadott a cél a megegyezésre jutás.
- Kemény tárgyalási módszer: cél a győzelem, a pozíció megtartása bármi áron, melynek eszköze lehet a fenyegetés, ellenségeskedés, nyomásgyakorolás.
- Pozíció: amit a tárgyalási felek ajánlatként a másiknak elmondanak
- Elvkövető tárgyalási módszer: az a tárgyalási módszer, mely nem pozíciókra összpontosít, hanem arra, hogy minél sikeresebb legyen egy tárgyalás, az egyénnek a maximális profitot hozza.

## A vita típusának manipulálása
Különböző típusú vitákat ismerünk, melyek lényegesen eltérnek egymástól céljaikban, stratégiájukban, eszközeikben. Amikor a vita célját úgy próbáljuk meg elérni, hogy a vita típusát megpróbáljuk másnak álcázni, mint amilyen valójában, a vitapartner számára nehezebb lesz a védekezés érveinkre. Ezáltal mi irányítjuk a vitát, kedvezőbbek az eszközeink az érvelésre a partnerünkkel szemben. Ez a vita típusának manipulálása. Nagyon fontos, hogy helyesen ismerjük fel a vita jellegét, mivel nem lehetünk eredményesek azokban a szituációkban, érvelési helyzetekben, ahol tévesen azonosítottuk a vitatípust. 
Érvelési hibának tekintjük azokat az eseteket, amikor valamelyik fél megsérti a racionális vita egy-egy szabályát. Azokban a szituációkban azonban, ahol az egész érvelést jellemzi ezen szabályok megsértése, nem teljesülnek a racionális vita feltételei, miközben minden egyéb jel arra  utal. Ez a látszatvita (álvita).
A látszatviták nagyon veszélyesek lehetnek, kiváltképp azért, mert úgy tűnhet, racionális vitát folytatunk. A racionális vita elsődleges célja az igazság kiderítése, valamint a helyes álláspont megtalálása. A látszatviták esetén így könnyen eshetünk abba a hibába, hogy azon az alapon fogadjuk el a másik véleményét, hogy azt gondoljuk, érvelő vitát folytatunk. 
Legkönnyebben úgy azonosíthatjuk, ismerhetjük fel, hogy látszatvitát folytatunk-e vagy sem, ha ellenőrizzük a racionális vita feltételeinek meglétét a vitában. Abban az esetben, ha nem teljesülnek a feltételek, tanácsos a vitát megszakítani, majd rámutatni, hogy látszatvitát folytatunk. 
Az alábbi esetek arra utalhatnak, hogy álvita alakult ki:
- Személyeskedés esetén, ha nem a másik érveire reagálunk, hanem a partnerünk személyét, vagy érvelését minősítjük.
- Abban az esetben, ha a vita morális síkra terelődik, vagy morális fenyegetések hangzanak el.
- Az együttműködés hiánya szintén azt jelzi, hogy látszatvitát folytatunk. Azok az érvelések tartoznak ide, amikor nem vesszük figyelembe a másik mondanivalóját, érveit.
- Ha félreértelmezzük a másik fél állításait, ha a két fél nem rendelkezik közös alappal.
- Azokban a szituációkban, amikor irreleváns bizonyítások hangzanak el, valamint újra és újra megkérdőjelezzük a másik (már lezártnak tekintett bizonyításait), érveit.
- Az önkritika hiányát és a látszatvitát jelezheti továbbá, ha folyton a saját igazunkat hajtjuk, ugyanazokat az érveket, állítások többször felhozzuk a vita során.

## Racionális vita vs. tárgyalás
Az érvelő, más néven racionális vita esetében a két fél különböző állásponttal rendelkezik, amelyet közösen elfogadott bizonyítékok, és érvelési normák alapján akar a másikkal elfogadtatni. A véleménykülönbség sokféle lehet, azonban nem mindig lehet a problémát jól körülhatárolni. Fontos megjegyezni, hogy a racionális vitának nem az a fő célja, hogy legyőzzük partnerünket, vagy mindenáron elfogadtassuk vele véleményünket, hanem az, hogy a véleménykülönbség ténylegesen feloldásra kerüljön, és a partnerek meg tudjanak egyezni egy közös álláspontban. Sokszor azonban ez nem sikerül, a véleménykülönbség nem kerül feloldásra, ettől még a vita ettől nem hasztalan: már az is eredmény, ha a partnerek álláspontjai nyilvánvalóvá válnak.
A racionális vitának tehát feltétele a másik álláspontjának megváltoztatása. A racionális vita célja az igazság kiderítése, a helyes álláspont meghatározása. Ehhez pedig úgy is közelebb kerülhetünk, ha a vita végén mégsem alakítunk ki közös álláspontot.
A tárgyalás típusú vita során a feleket az érdekeik vezetik, és a vita megfelelő lezárását alkudozással próbálják meg elérni. Ennél a vitatípusnál a vita nem az állítások igazsága körül forog, a bizonyítás és a logika nem szükséges. A feleknek az a célja, hogy növeljék nyereségüket (csökkentsék veszteségüket). A vita bevallott célja tehát az, hogy a felek jó üzletet kössenek. A tárgyalás kizárólag akkor eredményes, ha olyan kompromisszum születik, amely mindkét fél számára eredményes, elfogadható. A konszenzus, ami a vita végére kialakul, alapvető feltétele az eredményességnek.
Összefoglalva tehát a racionális vitánál a kiinduló konfliktus a véleménykülönbség, a vita célja pedig ennek feloldása, az igazság kiderítése, a közös álláspont megtalálása. Az ehhez használt eszközök, módszerek leginkább a bizonyítás és a kritika, érvelések segítségével. A tárgyalásnál az alap konfliktus az érdekütközés, a vita célja pedig a felek számára elfogadható kompromisszum kialakítása alkudozás segítségével.

## Érvelési hibák egy tárgyalási módszerben
A kötélhúzás a tárgyalási módszerek egyike. Ez a tárgyalási módszer általában az egy találkozásos, egy tranzakciós tárgyalásokra jellemző, ahol nem cél a jó kapcsolat fenntartása. Kötélhúzás módszerű tárgyalások olyan esetekben fordulnak elő, mint például egy adás-vétel szituáció. Mindkét fél (eladó és vevő) rendelkezik belépési és kilépési árakkal. A kötélhúzás az eladó kikiáltási ára és a vevő nyitó ára között zajlik, és a végül kialkudott ár, általában ezek számtani átlaga lesz. A felek rendszerint elégedetlenek az eredménnyel, hiszen az eladó kevesebbet kapott, a vevő pedig többet fizetett annál, mint amennyit szeretett volna kezdetben. A kötélhúzás során a felek, saját pozíciójukat védeni és a másikét támadni igyekeznek a számukra elérhető jobb eredmény érdekében így ezen tárgyalási módszer inkább mondható érvelésnek. A kötélhúzás eszköztára bővelkedik a pragmatikalektikai normák megsértésében. A cél eléréséhez a felek megsérthetik a „szabadság szabályt” vagyis megakadályozzák új álláspontok tisztázásának lehetőségét, sokszor a másik felet támadják, annak álláspontja helyett. Ilyenkor követik el, az úgynevezett ad hominem érvelési hibát. Gyalázzák a másik fél személyét, vagy annak körülményei alapján vetik el álláspontját. A kötélhúzás során sérülhet még az „álláspont szabály”, vagyis az álláspontok torzulnak a vita során.  Ez akkor fordul elő, ha a felek szalmabábérveléssel támadják a másik fél álláspontját, az pedig árnyékbokszolással védi meg azt. A kötélhúzás során létrejövő pozicionális küzdelemben előfordulhat, hogy kompromisszum elérése érdekében a felek nem tiszta érveket, hanem érzelmeket és egyéb nem-argumentatív meggyőzési módokat használnak. Ilyenkor megsértik a „relevancia szabályt”, érzelmekre (szánalomra, fenyegetésre) vagy közvéleményre apellálással (ad baculum, ad misericordiam, ad populum). Olyan példákra lehet gondolni, mint: „Mindenki tudja, hogy a te termékednél sokkal jobbak is vannak a piacon”. Vagy : „Hidd el megbánod, ha nem veszed ezt most meg tőlem”.
A kötélhúzás módszer szinte minden esetben veszít-veszít típusú tárgyalási módszernek tekinthető, az egyezség létrejöttének folyamata és eredménye miatt. A kötélhúzás során felhasznált eszközök kapcsolatromboló hatásúak, eredménye pedig kölcsönös elégedetlenséget szül. Csak ultrarövidtávú egyetlen tranzakcióra korlátozott esetekben használható.

## Pozícióvédés és az elvkövető tárgyalási módszer
Az emberek legtöbbször pozícióvédő tárgyalást folytatnak, ez a legkülönbözőbb területeken jelenhet meg: üzleti tárgyalás, családi viszály, nemzetközi egyezmény stb.
Tárgyalási módszernek 3 ismérve van:
- Józan egyezségre kell vezetnie
- Hatékonynak kell lennie
- Nem szabad, hogy rontsa a felek kapcsolatát

A pozíciók körüli csata rossz megállapodáshoz vezet, hiszen minél jobban ragaszkodunk az elfoglalt álláspontunkhoz, annál jobban azonosulunk a pozíciónkkal, következésképp egyre nehezebb változtatunk rajta. Az, hogy a pozíciónkat meg akarjuk védeni, egy tárgyalás esetében nem célra vezető, mivel ilyenkor az érvelés eszköztárát használjuk fel, például olyan érveket hozunk fel, mely a racionális tényfeltáró vitára jellemző. Nem szabad a pozíciónk mellett érvelni, mert ez akadályozza az eredményes tárgyalást, és ha a végén születik is valamilyen egyezség, az sokszor nem felel meg a felek elvárásainak. 
Ezenkívül a pozíciók megvédése rengeteg időt és energiát vesz igénybe, ezért gyakorivá válhatnak az olyan taktikák is, mely erre alapoznak, például a mesterséges fékezés. 
„A tárgyalási játszma két síkon folyik. Az egyik síkon a tárgyalás a lényeget veszi célba. A másikon – általában burkoltan – a lényeg kezelésének menetére koncentrál. Az első sík érintheti a fizetésünket, egy bérlet feltételeit vagy egy árat. A második arra vonatkozik, hogyan tárgyaljunk a lényegi kérdésről: szelíd pozícióvédéssel, kemény pozícióvédéssel vagy valamilyen más stílusban. Ez a második tárgyalásai sík a játszmán belüli játszma – a „metajátszma”.” 
Sem a szelíd, sem a kemény pozícióvédés nem sikerre vezető, ehelyett választhatunk más stílust a sikeresség érdekében, ez az elkövető tárgyalás.  Az elkövető tárgyalás négy alapelv mentén foglalható össze: 
- Válaszd le a személyeket a problémáról
- Az érdekekre, és ne a pozíciókra összpontosíts!
- Mielőtt döntenél, dolgozz ki kölcsönösen előnyös megoldásokat!
- Törekedj arra, hogy az eredmény objektív ismérvek alapján értékelhető legyen!

## Külső hivatkozások
- Tárgyalástechnika (Rostás Z.)
- http://www.uni-miskolc.hu/~bolantro/informalis/S01.1.0.0.html Archiválva 2011. december 4-i dátummal a Wayback Machine-ben